# ヤン・ストバーツ
ヤン・ストバーツ（Jan Stobbaerts または Jan-Baptist Stobbaerts、1838年3月18日 - 1914年11月25日）はベルギーの画家、版画家である。ベルギーの自然主義、'autochthonous' Impressionism（土着の印象派）の先駆者などとされる。

## 略歴
アントウェルペンで大工の息子に生まれた。6歳で孤児になり、貧しい家族に育てられ、学校で学ぶことは無かった。8歳で指物師の弟子になり、その後たばこ入れを作る職人の弟子になった。装飾画家の助手をした後、絵を描いて、路傍で売る生活をした。1856年に動物画を得意とする画家でアントウェルペンの美術アカデミーで教えていたエマニュエル・ノテルマンの指導を受けるようになった。
1857年にブリュッセルの展覧会に出展し、批評家から高い評価を得て、作品はイギリスの画商に買い上げられた。その後、ベルギーの多くの展覧会に参加するようになった。1859年にアントウェルペンの美術アカデミーの夜間コースに参加し、アンリ・デ・ブラーケレール(Henri de Braekeleer:1840‐1888)と出会い、生涯を通じた親友となるが、デ・ブラーケレールと保守的なアカデミーの教育に反抗し、アカデミーを退学になった。デ・ブラーケレールは画家、フェルディナンド・デ・ブラーケレール(Ferdinand de Braekeleer)の息子で、叔父のヘンドリク・レイス(Jan August Hendrik Leys)は、当時のベルギーの指導的な画家で、退学後の2人はレイスの指導を受けることができた。
1868年に結婚し、アントウェルペンで活動した。この時期はオランダの田園地帯、デ・ケンペン(De Kempen)に写生に出る以外は国外に出ることはなかった。1886年にブリュッセルに移った。アントウェルペンでは、地元の批評家や展覧会の主催者の批判をしばしば受け、1885年のアカデミーの展覧会で作品が落選することになったが、ブリュッセルでは重要な画家として認められ、アントウェルペンで落選した作品もブリュッセルのベルギー王立美術館に買い上げられた。官立サロンの運営に反対する美術家グループによって設立された「20人展」の1884年の展覧会にも招待され出展した。Henri Van Cutsemのようなベルギーの有力なコレクターたちもストバーツの作品を購入するようになった。ブリュッセルに近いスカールベークで暮らし、そこで亡くなった。
1900年にフランス政府からレジオンドヌール勲章を受勲し、1911年にベルギー政府からレオポルド勲章を受勲した。

## 作品

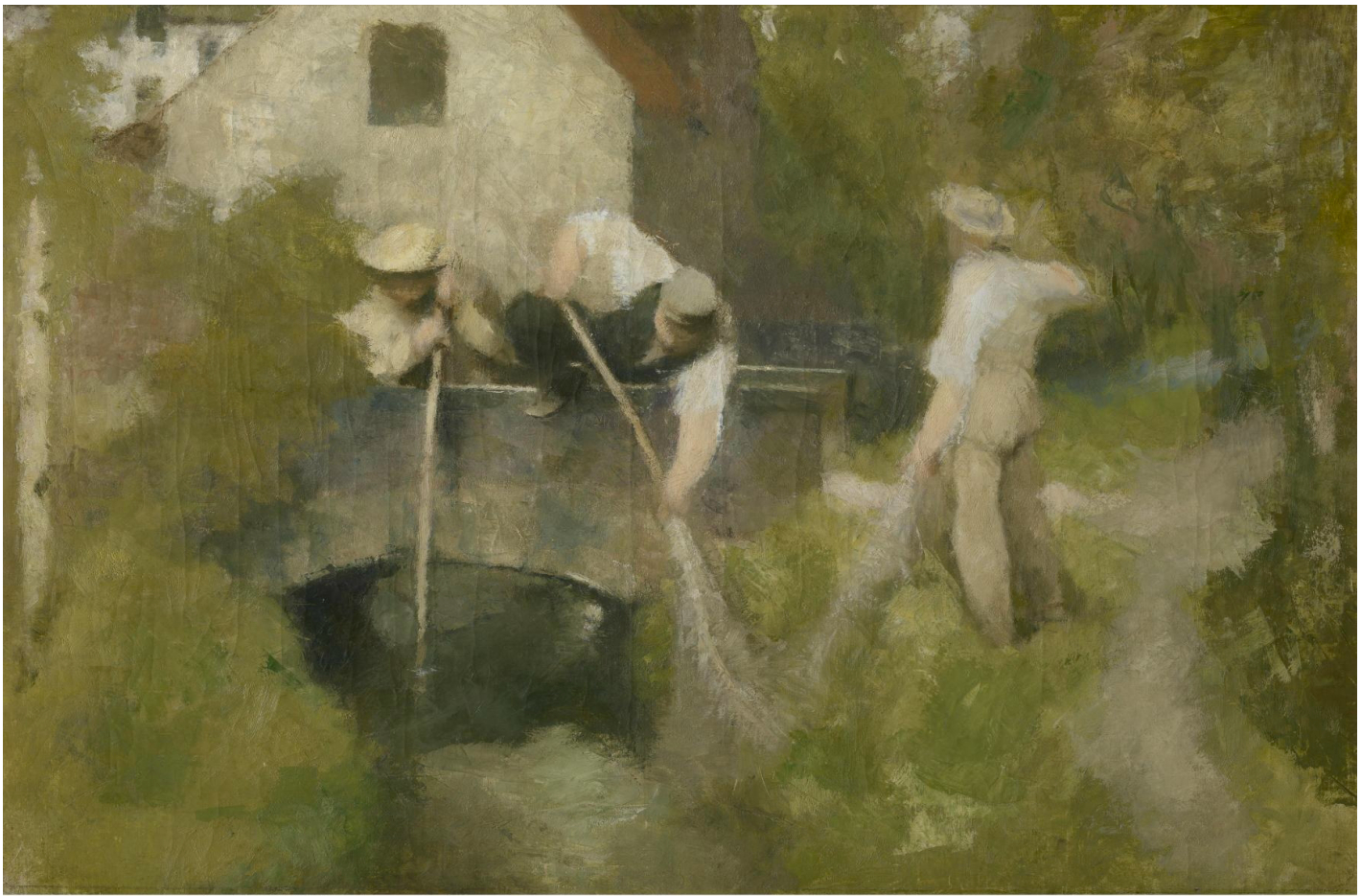
ヴォリュウェの浚渫作業
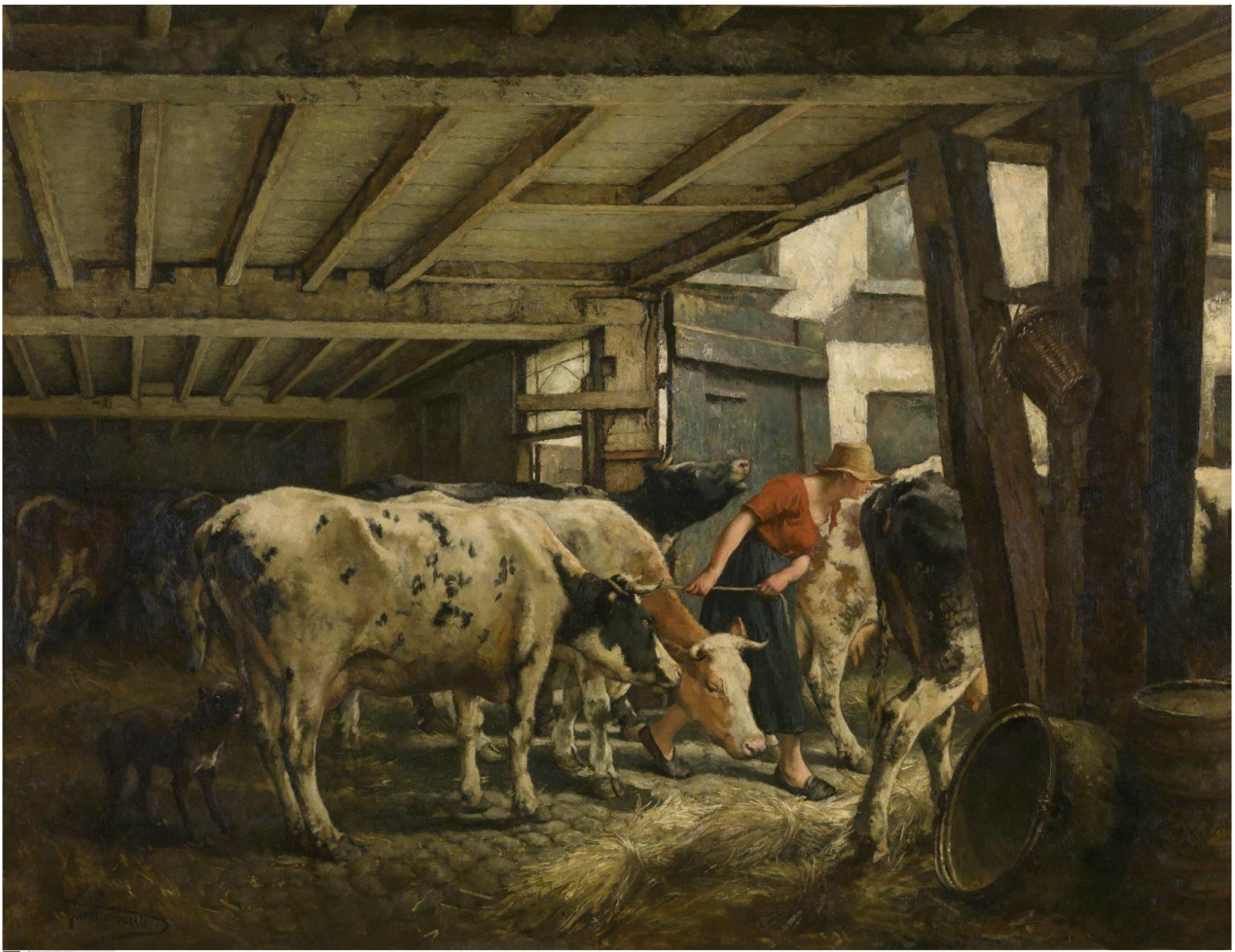
厩舎を出される牛
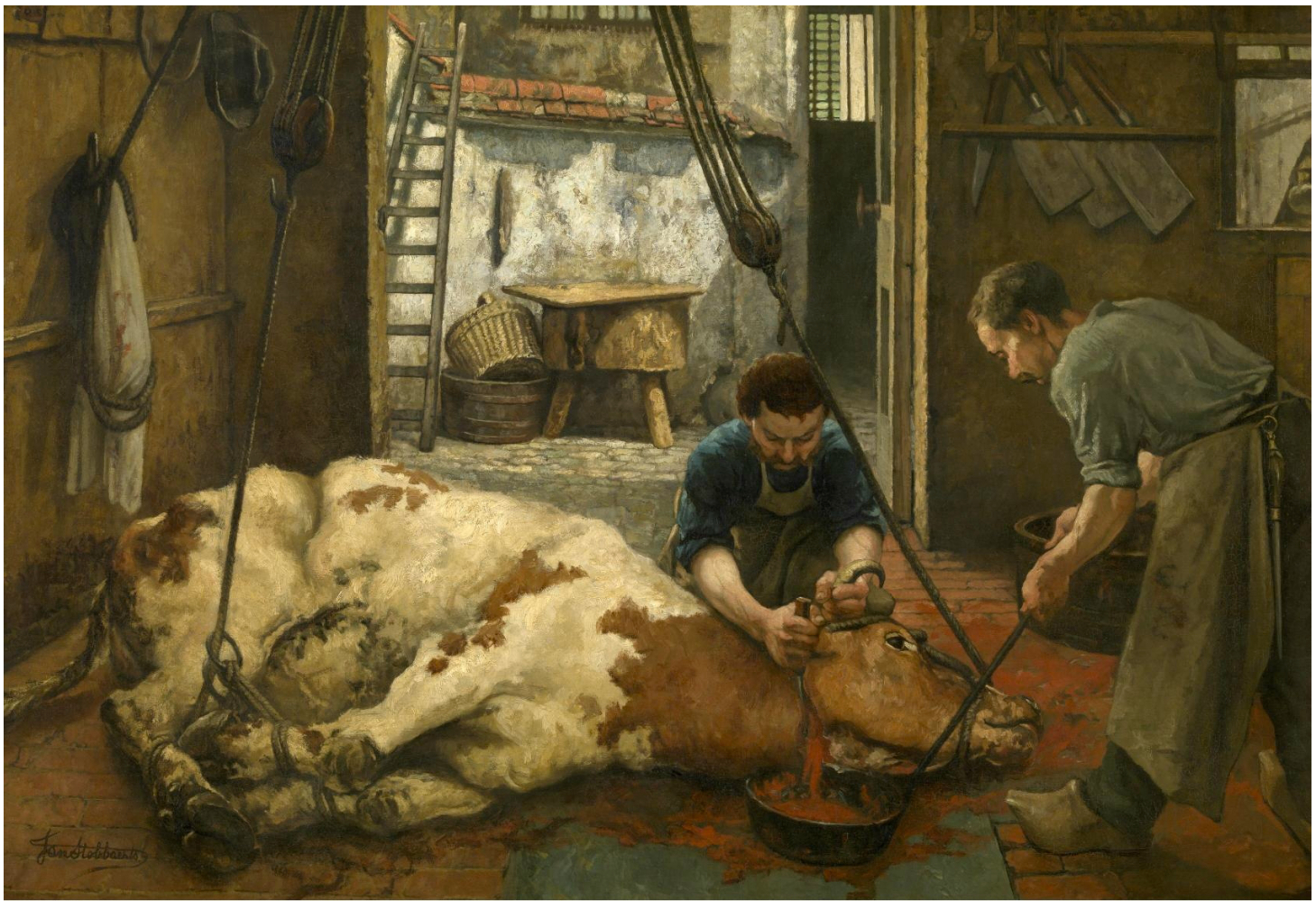
屠殺
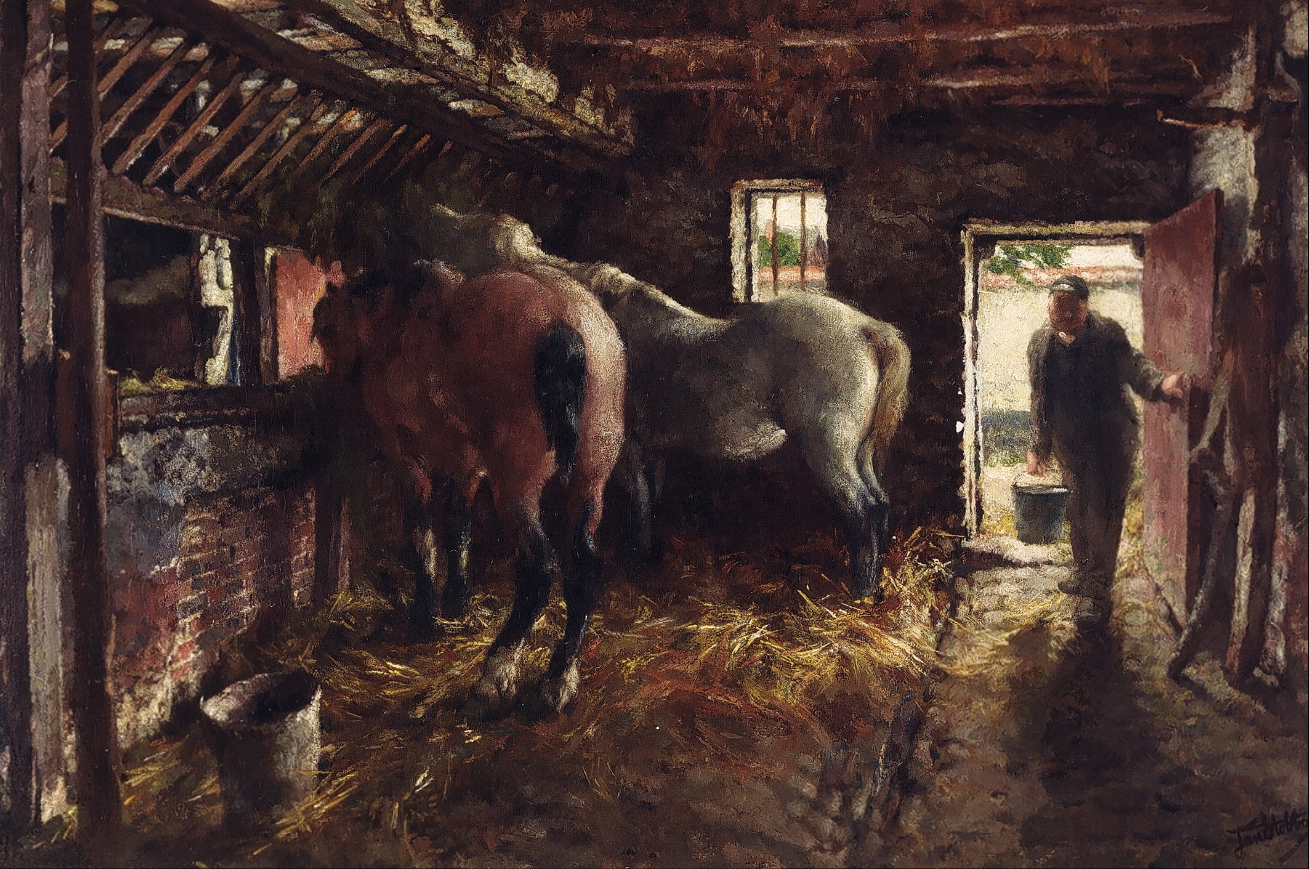
ヴォリュウェの馬小屋
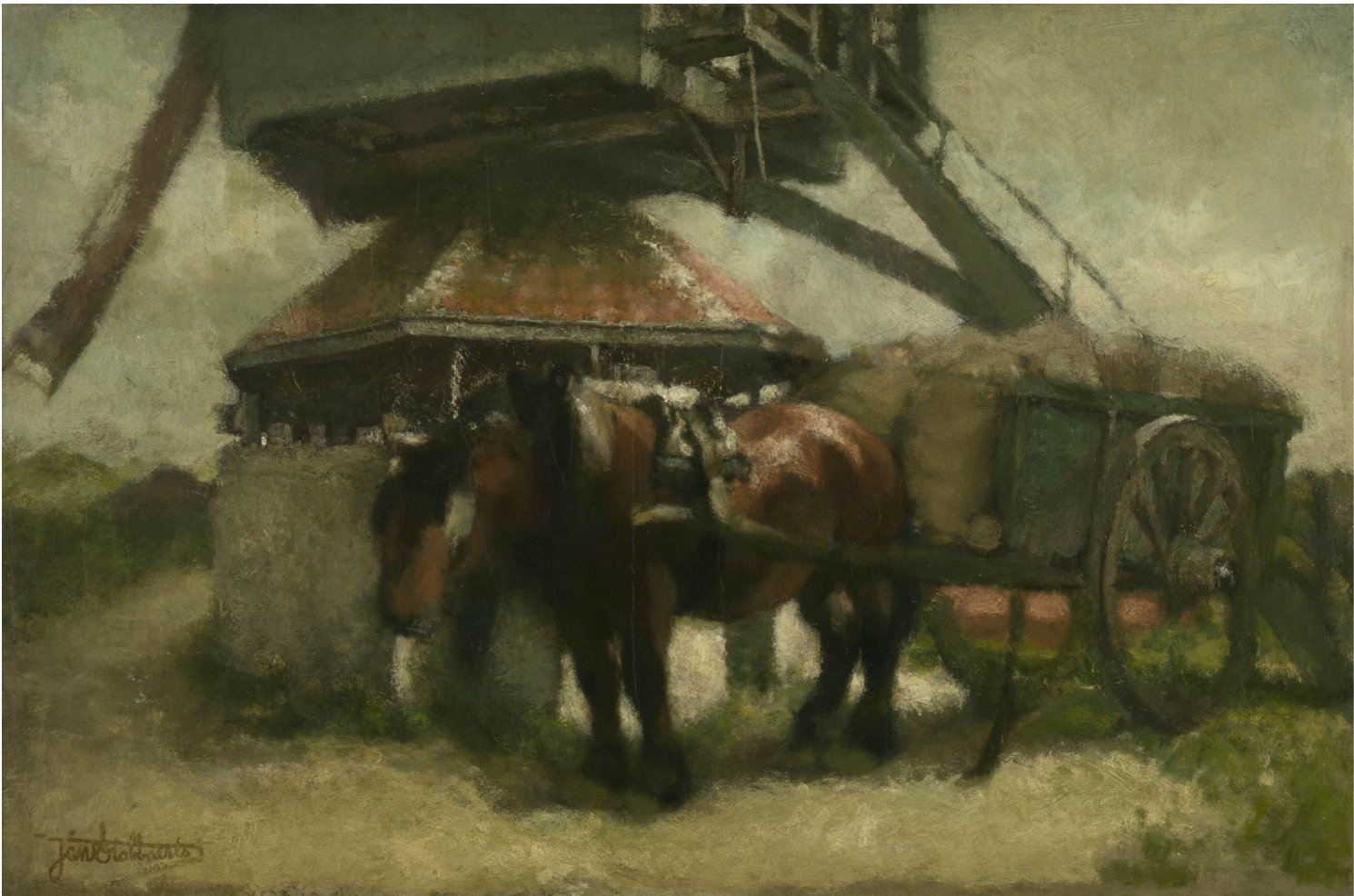
キールの風車
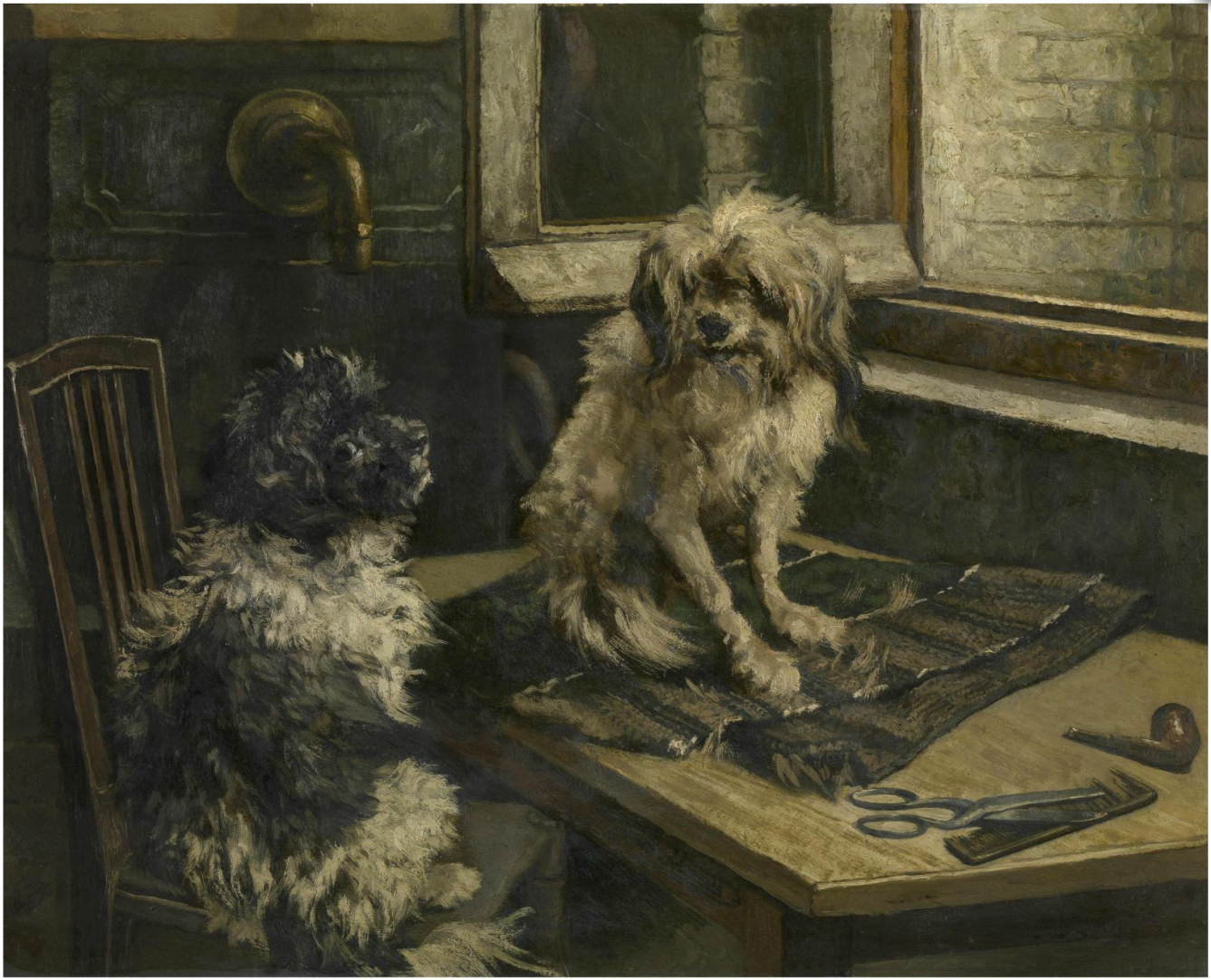
犬